# Reggenza di Bengkayang
La reggenza di Bengkayang (in indonesiano: Kabupaten Bengkayang) è una reggenza dell'Indonesia, situata nella provincia di Kalimantan Occidentale.
| Controllo di autorità | VIAF (EN) 140014104 · LCCN (EN) nr2002033433 · J9U (EN, HE) 987007475704405171 |